# Cura pinquis
Cura pinquis är en plattmaskart. Cura pinquis ingår i släktet Cura och familjen Dugesiidae. Inga underarter finns listade i Catalogue of Life.